# Budapesti felhívás a szabad hozzáférés érdekében

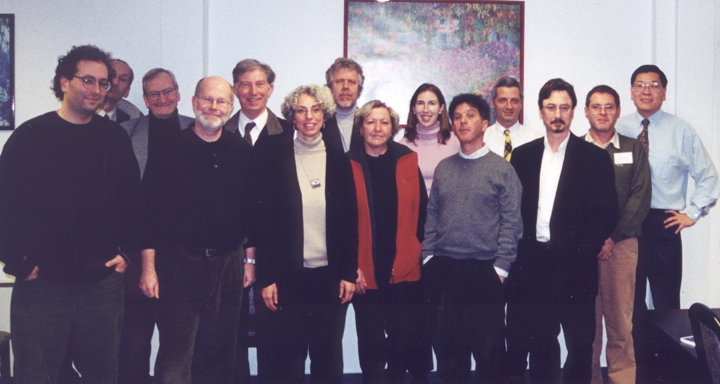
Résztvevők a budapesti találkozón 2001-ben

A Budapesti felhívás a szabad hozzáférés érdekében (angolul: Budapest Open Access Initiative, röviden: BOAI) egy 2002. február 14-én kiadott felhívás, amely a tudományos kiadványokhoz való nyílt hozzáférés alapelveit fektette le. A kezdeményezés egy 2001 decemberében Budapesten tartott konferenciából nőtte ki magát, amelyet a Nyílt Társadalom Alapítvány szervezett a nyílt hozzáférés népszerűsítése céljából. Ezt a kis létszámú gyülekezést ma a nyílt hozzáférés-mozgalom egyik meghatározó eseményeként tartják számon. A felhívás szövege 13 nyelven, köztük magyarul is olvasható.
2012-ben, a BOAI 10. évfordulóján az eredeti szöveg céljait és módszereit újra megerősítették és kiegészítették konkrét intézkedésekkel, amelyekkel elérhető, hogy "10 éven belül" a nyílt hozzáférés lesz az alapértelmezett módja a tudományos szövegek terjesztésének minden szakterületen, minden országban.

## A szöveg tartalma

### A felhívás célja
A BOAI első mondatai magukba sűrítik, miről szól a nyílt hozzáférés-mozgalom, és milyen potenciál rejlik benne:
Egy régi hagyomány és egy új technológia találkozásából egyedülálló eredmény született a köz javára. A régi hagyomány lényege tudósok hajlandósága arra, hogy kutatási eredményeiket szakfolyóiratokban térítésmentesen közreadják, hogy az érdeklődőket és tudóstársaikat tájékoztassák; az új technológia pedig maga az internet. Ezek együtt teszik lehetővé a lektorált folyóirat-irodalom elektronikus terjesztését, és a tudósok, oktatók, diákok és más érdeklődők számára a teljesen szabad, korlátok nélküli hozzáférést az egész világon.

### A nyílt hozzáférés definíciója
A felhívás szövege tartalmazza a nyílt hozzáférés jelentésének egyik leggyakrabban használt megfogalmazását:
Szabad hozzáférésen azt értjük, hogy mindenki számára ingyenesen olvashatók, letölthetők, lemásolhatók, kinyomtathatók, terjeszthetők ezek a cikkek, bennük keresés végezhető, a cikkek teljes szövegéhez csatolások fűzhetők, keresőmotorral indexelhetők, adat formájában valamely szoftverrel kezelhetők, vagy egyéb törvényes célra felhasználhatók pénzügyi, jogi vagy műszaki korlátozás nélkül, kivéve azokat a korlátozásokat, amelyek egyébként az internethez való hozzáférés velejárói. A reprodukálás és terjesztés egyedüli korlátja az legyen, és a szerzői jogvédelem szerepe ezen a területen abban nyilvánuljon meg, hogy a szerzők ellenőrizhessék műveik integritását, továbbá jogosultak legyenek arra, hogy megfelelően elismerjék munkájukat, és hivatkozzanak rájuk.

### A nyílt hozzáférés megvalósítása
A BOAI két egymást kiegészítő stratégiát javasol annak érdekében, hogy megvalósuljon a tudományos szövegek nyílt hozzáférhetősége. Ezek közül az első a saját archiválás, amely során a szerző feltölti a saját szövegét egy online nyílt archívumba. Jobb esetben ezek az archívumok megfelelnek az Open Archives Initiative sztenderdjeinek és megkönnyítik a szövegek megtalálását a felhasználók számára. A második stratégia azt javasolja a kutatóknak, hogy alapítsanak új nyílt hozzáférésű folyóiratokat, illetve nyújtsanak segítséget már létező kiadványoknak, hogy elsajátítsák a nyílt hozzáférés alapelveit.

## Aláírók
A felhívást eredetileg 16 aláíróval közölték, köztük a nyílt hozzáférés-mozgalom korai vezetőivel:
- Leslie Chan – Bioline International
- Darius Cuplinskas, Melissa Hagemann, Rima Kupryte – Nyílt Társadalom Intézet
- Rév István – Nyílt Társadalom Intézet, Nyílt Társadalom Archívum
- Michael Eisen – Public Library of Science
- Fred Friend – University College London
- Yana Genova – Next Page Foundation
- Jean-Claude Guédon – Université de Montréal
- Stevan Harnad – University of Southampton/Université du Québec à Montréal
- Rick Johnson – Scholarly Publishing and Academic Resources Coalition (SPARC)
- Manfredi La Manna – Electronic Society for Social Scientists
- Monika Segbert – Electronic Information for Libraries (eIFL.net)
- Sidnei de Souza – CRIA, Bioline International
- Peter Suber – Earlham College, The Free Online Scholarship Newsletter
- Jan Velterop – BioMed Central

2002. február 14-én megjelent a BOAI bárki által aláírható verziója. 2021. június 8-ig bezárólag 6141 személy és 976 szervezet írta alá a felhívást.

## Finanszírozás
A felhívást 3 millió dollárral támogatta a Nyílt Társadalom Intézet.